# Ottagono San Pietro
L'Ottagono San Pietro detto anche il Bastione è un'isola della Laguna Veneta, una dei quattro ottagoni. È situata di fronte a San Pietro in Volta, misura 0,3 ha ed è di proprietà privata.
I cannoni dell'ottagono San Pietro sarebbero dovuti entrare in funzione nel momento in cui una qualsiasi nave nemica fosse riuscita a rompere la barriera ed entrare in laguna attraverso il porto di Malamocco.
Durante la seconda dominazione austriaca, la batteria fu modificata nel quadro di rafforzamento del sistema lagunare.
Nel 1900 risultava avere in dotazione 6 pezzi di artiglieria con una guarnigione di 47 uomini.
Anche quest'isola, come l'ottagono Alberoni, fu utilizzata dai militari fino al secondo dopoguerra dopodiché è stata lasciata a sé stessa, preda del degrado e delle correnti.
Attualmente abbandonata, si possono difficilmente distinguere i resti di una postazione di vedetta e, nel lato opposto al canale navigabile, quello più sottovento, è visibile un vecchio approdo per le imbarcazioni.